# محوطه دوراب ۱
محوطه دوراب ۱ مربوط به هزاره سوم و ۴ قبل از میلاد است و در شهرستان سراوان، بخش جالق، شهر جالق، منطقه دورآب، ۱۰ کیلومتری جنوب شرق جالق، جنب چاه بهادر محتاج زهی واقع شده و این اثر در تاریخ ۲۸ اسفند ۱۳۸۵ با شمارهٔ ثبت ۱۸۹۳۹ به‌عنوان یکی از آثار ملی ایران به ثبت رسیده است.